# Menhir la Pierre au Jô

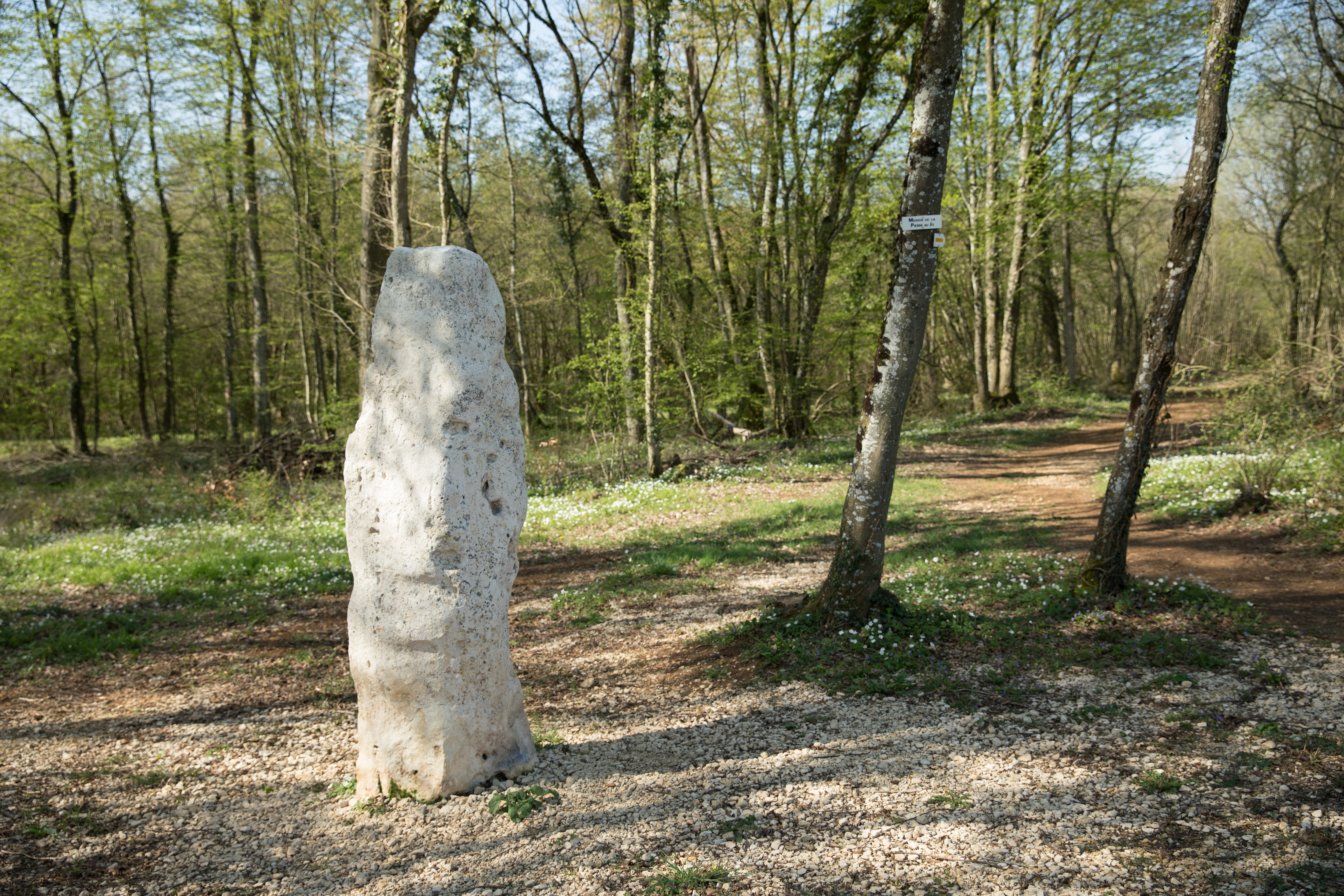
Menhir la Pierre au Jô (2019)

Der Menhir la Pierre au Jô (auch Pierre-au-Coq) ist einer der seltenen Menhire in Lothringen. Er steht in einer Waldecke nordwestlich von Pont-à-Mousson (deutsch „Moselbrück“), bei Metz im Département Meurthe-et-Moselle in Frankreich. Nicht zu verwechseln ist er mit dem Menhir Pierre-au-Coq in Soligny-les-Étangs im Département Aube.
Der quaderförmige Menhir hat eine Höhe von etwa 2,5 m. Sein Querschnitt beträgt etwa 50 × 40 cm. Die Seiten sind nach den Himmelsrichtungen ausgerichtet. Er besteht aus Kalkstein, der wahrscheinlich von einem 800 Meter entfernten Steinbruch stammt. Er ist seit 1914 als Monument historique eingestuft.